# فليش والون للسيدات 2023
فليش والون للسيدات 2023 (بالفرنسية: Flèche wallonne féminine 2023) هو سباق دراجات هوائية، وهو الموسم السادس والعشرين من فليش والون للسيدات، وأقيم في 19 أبريل 2023 ضمن سباقات طواف العالم للدراجات للسيدات 2023، وشارك فيه  140 متسابقاً ووصل إلى نهايته  111 متسابقاً.
فاز بالمركز الأول، وتصدر تصنيف طواف العالم ديمي فوليرينغ، وفاز بالمركز الثاني ليان ليبرت، وفاز بالمركز الثالث Gaia Realini ‏.

## الفرق
| فرق سيدات عالمية (14)- كانيون–إس آر إيه إم ريسينغ 2023 ‏ - فريق سنويب للسيدات ‏ - EF Education–Tibco–SVB ‏ - FDJ–Suez ‏ - بلانتور بورا سيلينج تيم ‏ - رالي سايكلنج 2023 ‏ - فريق كوجياس ميتلر لوك برو للدراجات ‏ - جامبو فيسما للسيدات ‏ - موفيستار للسيدات ‏ - إس دي وركس 2023 ‏ - Lidl–Trek (women's team) ‏ - Liv AlUla Jayco ‏ - يو أي أيه تيم 2023 ‏ - فريق أونو إكس برو للدراجات للسيدات 2023 ‏ فرق دراجات قارية سيدات (9)- إن إكس تي جي ريسينغ ‏ - Cofidis Women Team ‏ - تيم كوب هايتك بوردكتس ‏ - بنجوال شوفالمير ‏ - دروبز ‏ - لوتو بيليسول للسيدات ‏ - باركهوتل فالكنبورغ 2023 ‏ - St. Michel–Preference Home–Auber93 (women's team) ‏ - Zaaf Cycling Team ‏ |  |
| |  |

## المشاركون
| FDJ–Suez ‏ FST | FDJ–Suez ‏ FST       | FDJ–Suez ‏ FST |
| ------------- | ------------------- | ------------- |
| م             | عداء                | مرتبة         |
| 1             | مارتا كافالي        | 79            |
| 2             | Loes Adegeest ‏      | 28            |
| 3             | Stine Borgli ‏       | 92            |
| 4             | سيسيلي أوتوب لودفيغ | 72            |
| 5             | Évita Muzic ‏        | 5             |
| 6             | جادي فيل            | 65            |

| موفيستار للسيدات ‏ MOV | موفيستار للسيدات ‏ MOV  | موفيستار للسيدات ‏ MOV |
| --------------------- | ---------------------- | --------------------- |
| م                     | عداء                   | مرتبة                 |
| 11                    | أنيميك فان فليوتن      | 7                     |
| 12                    | Jelena Erić (cyclist) ‏ | 82                    |
| 13                    | ليان ليبرت             | 2                     |
| 14                    | فلورتجي ماكايج         | 29                    |
| 15                    | Paula Patiño ‏          | 44                    |
| 16                    | أرلينيس سيرا           | 66                    |

| إس دي وركس ‏ SDW | إس دي وركس ‏ SDW     | إس دي وركس ‏ SDW |
| --------------- | ------------------- | --------------- |
| م               | عداء                | مرتبة           |
| 21              | ديمي فوليرينغ       | 1               |
| 22              | Mischa Bredewold ‏   | 36              |
| 23              | إيلينا سيتشيني      | 87              |
| 24              | Niamh Fisher-Black ‏ | 30              |
| 25              | مارلين رويسر        | 57              |

| إن إكس تي جي ريسينغ ‏ AGS | إن إكس تي جي ريسينغ ‏ AGS | إن إكس تي جي ريسينغ ‏ AGS |
| ------------------------ | ------------------------ | ------------------------ |
| م                        | عداء                     | مرتبة                    |
| 31                       | آشلي مولمان              | 6                        |
| 32                       | Mireia Benito ‏           | 63                       |
| 33                       | Maaike Boogaard ‏         | لم يكمل السباق           |
| 34                       | Justine Ghekiere ‏        | 19                       |
| 35                       | Anya Louw ‏               | 102                      |
| 36                       | Gaia Masetti ‏            | 62                       |

| لوتو بيليسول للسيدات ‏ LDL | لوتو بيليسول للسيدات ‏ LDL | لوتو بيليسول للسيدات ‏ LDL |
| ------------------------- | ------------------------- | ------------------------- |
| م                         | عداء                      | مرتبة                     |
| 41                        | NED                       | 21                        |
| 42                        | FIN                       | 109                       |
| 43                        | Fauve Bastiaenssen ‏       | 104                       |
| 44                        | BEL                       | 85                        |
| 45                        | GER                       | لم يكمل السباق            |
| 46                        | Quinty van de Guchte ‏     | 59                        |

| ليف ريسينغ ‏ LIV | ليف ريسينغ ‏ LIV          | ليف ريسينغ ‏ LIV |
| --------------- | ------------------------ | --------------- |
| م               | عداء                     | مرتبة           |
| 51              | مارغريتا فيكتوريا غارسيا | 4               |
| 52              | Caroline Andersson ‏      | 83              |
| 53              | Katia Ragusa ‏            | 93              |
| 54              | Silke Smulders ‏          | 103             |
| 55              | Sabrina Stultiens ‏       | 91              |
| 56              | Quinty Ton ‏              | 74              |

| Lidl–Trek (women's team) ‏ TFS | Lidl–Trek (women's team) ‏ TFS | Lidl–Trek (women's team) ‏ TFS |
| ----------------------------- | ----------------------------- | ----------------------------- |
| م                             | عداء                          | مرتبة                         |
| 61                            | إليسا ونغو بورغيني            | 17                            |
| 62                            | لوسيندا براند                 | لم يكمل السباق                |
| 63                            | Lizzie Deignan                | 88                            |
| 64                            | Gaia Realini ‏                 | 3                             |
| 65                            | أماندا سبرات                  | 46                            |
| 66                            | شيرين فان أنروي               | 15                            |

| كانيون–إس آر إيه إم ‏ CSR | كانيون–إس آر إيه إم ‏ CSR | كانيون–إس آر إيه إم ‏ CSR |
| ------------------------ | ------------------------ | ------------------------ |
| م                        | عداء                     | مرتبة                    |
| 71                       | كاتارزينا نيفيادوما      | 11                       |
| 72                       | Ricarda Bauernfeind ‏     | 13                       |
| 73                       | Neve Bradbury ‏           | لم يكمل السباق           |
| 74                       | Elise Chabbey ‏           | 9                        |
| 75                       | ثريا بالادين             | 56                       |
| 76                       | Pauliena Rooijakkers ‏    | 58                       |

| فريق سنويب للسيدات ‏ DSM | فريق سنويب للسيدات ‏ DSM | فريق سنويب للسيدات ‏ DSM |
| ----------------------- | ----------------------- | ----------------------- |
| م                       | عداء                    | مرتبة                   |
| 81                      | جولييت لابوس            | 12                      |
| 82                      | Eleonora Ciabocco ‏      | 32                      |
| 83                      | Léa Curinier ‏           | 105                     |
| 84                      | Églantine Rayer ‏        | 106                     |
| 85                      | NED                     | لم يكمل السباق          |
| 86                      | Nienke Vinke ‏           | 34                      |

| يو أي أيه تيم ‏ UAD | يو أي أيه تيم ‏ UAD | يو أي أيه تيم ‏ UAD |
| ------------------ | ------------------ | ------------------ |
| م                  | عداء               | مرتبة              |
| 91                 | Silvia Persico ‏    | 8                  |
| 92                 | ألينا أمياليوسيك   | 42                 |
| 93                 | Olivia Baril ‏      | 64                 |
| 94                 | Mikayla Harvey ‏    | 35                 |
| 95                 | Alena Ivanchenko ‏  | 31                 |
| 96                 | إيريكا ماجندي      | 22                 |

| EF Education–Tibco–SVB ‏ TIB | EF Education–Tibco–SVB ‏ TIB | EF Education–Tibco–SVB ‏ TIB |
| --------------------------- | --------------------------- | --------------------------- |
| م                           | عداء                        | مرتبة                       |
| 101                         | كريستابل دوبيل هيكوك        | 75                          |
| 102                         | Veronica Ewers ‏             | 14                          |
| 103                         | Kathrin Hammes ‏             | 70                          |
| 104                         | Sara Poidevin ‏              | لم يكمل السباق              |
| 105                         | Magdeleine Vallieres ‏       | 80                          |
| 106                         | جورجيا وليامز               | 55                          |

| جامبو فيسما للسيدات ‏ TJV | جامبو فيسما للسيدات ‏ TJV | جامبو فيسما للسيدات ‏ TJV |
| ------------------------ | ------------------------ | ------------------------ |
| م                        | عداء                     | مرتبة                    |
| 111                      | Teuntje Beekhuis ‏        | 81                       |
| 112                      | Kim Cadzow ‏              | 67                       |
| 113                      | Maud Oudeman ‏            | 107                      |
| 114                      | Rosita Reijnhout ‏        | 96                       |
| 115                      | Noemi Rüegg ‏             | 47                       |
| 116                      | NED                      | 18                       |

| بلانتور بورا سيلينج تيم ‏ FED | بلانتور بورا سيلينج تيم ‏ FED | بلانتور بورا سيلينج تيم ‏ FED |
| ---------------------------- | ---------------------------- | ---------------------------- |
| م                            | عداء                         | مرتبة                        |
| 121                          | Yara Kastelijn ‏              | 10                           |
| 122                          | Millie Couzens ‏              | لم يكمل السباق               |
| 123                          | Greta Marturano ‏             | 26                           |
| 124                          | SUI                          | 39                           |
| 125                          | Julie Van de Velde ‏          | 45                           |
| 126                          | صوفي رايت                    | 73                           |

| Liv AlUla Jayco ‏ BEX | Liv AlUla Jayco ‏ BEX | Liv AlUla Jayco ‏ BEX |
| -------------------- | -------------------- | -------------------- |
| م                    | عداء                 | مرتبة                |
| 131                  | كريستين فولكنر       | لم يكمل السباق       |
| 132                  | Ingvild Gåskjenn ‏    | 24                   |
| 133                  | Alexandra Manly ‏     | 77                   |
| 134                  | Ruby Roseman-Gannon ‏ | 78                   |
| 135                  | أني سانستيبان        | 76                   |
| 136                  | Urška Žigart ‏        | 43                   |

| فريق أونو إكس برو للدراجات للسيدات ‏ UXT | فريق أونو إكس برو للدراجات للسيدات ‏ UXT | فريق أونو إكس برو للدراجات للسيدات ‏ UXT |
| --------------------------------------- | --------------------------------------- | --------------------------------------- |
| م                                       | عداء                                    | مرتبة                                   |
| 141                                     | أنوسكا كوستر                            | 20                                      |
| 142                                     | إلينور باركر                            | 16                                      |
| 143                                     | Marte Berg Edseth ‏                      | 100                                     |
| 144                                     | هانا لودفيغ                             | 60                                      |
| 145                                     | Wilma Olausson ‏                         | لم يكمل السباق                          |
| 146                                     | Mie Bjørndal Ottestad ‏                  | 68                                      |

| Cofidis Women Team ‏ COF | Cofidis Women Team ‏ COF  | Cofidis Women Team ‏ COF |
| ----------------------- | ------------------------ | ----------------------- |
| م                       | عداء                     | مرتبة                   |
| 151                     | Rachel Neylan ‏           | 52                      |
| 152                     | Morgane Coston ‏          | 69                      |
| 153                     | Séverine Eraud ‏          | لم يكمل السباق          |
| 154                     | Špela Kern ‏              | 90                      |
| 155                     | كلارا كوبينبرج           | 23                      |
| 156                     | Gabrielle Pilote Fortin ‏ | لم يكمل السباق          |

| رالي سايكلنج ‏ HPW | رالي سايكلنج ‏ HPW   | رالي سايكلنج ‏ HPW |
| ----------------- | ------------------- | ----------------- |
| م                 | عداء                | مرتبة             |
| 161               | Nina Buijsman ‏      | 39                |
| 162               | Henrietta Christie ‏ | لم يكمل السباق    |
| 163               | Antri Christoforou ‏ | لم يكمل السباق    |
| 164               | Barbara Malcotti ‏   | 89                |
| 165               | Marit Raaijmakers ‏  | 61                |
| 166               | Eri Yonamine ‏       | 54                |

| فريق كوجياس ميتلر لوك برو للدراجات ‏ CGS | فريق كوجياس ميتلر لوك برو للدراجات ‏ CGS | فريق كوجياس ميتلر لوك برو للدراجات ‏ CGS |
| --------------------------------------- | --------------------------------------- | --------------------------------------- |
| م                                       | عداء                                    | مرتبة                                   |
| 171                                     | Claire Steels ‏                          | لم يكمل السباق                          |
| 172                                     | تمارا بالابولينا ‏                       | 99                                      |
| 173                                     | Nathalie Eklund (cyclist) ‏              | لم يكمل السباق                          |
| 174                                     | آنا كيزنهوفر                            | 71                                      |
| 175                                     | إيلينا بيروني                           | لم يكمل السباق                          |
| 176                                     | Elizabeth Stannard ‏                     | 33                                      |

| باركهوتل فالكنبورغ ‏ PHV | باركهوتل فالكنبورغ ‏ PHV | باركهوتل فالكنبورغ ‏ PHV |
| ----------------------- | ----------------------- | ----------------------- |
| م                       | عداء                    | مرتبة                   |
| 181                     | Femke Gerritse ‏         | 37                      |
| 182                     | Nicole Frain ‏           | لم يكمل السباق          |
| 183                     | Pien Limpens ‏           | 101                     |
| 184                     | NED                     | لم يكمل السباق          |
| 185                     | Meis Poland‏             | لم يكمل السباق          |

| دروبز ‏ DRP | دروبز ‏ DRP                 | دروبز ‏ DRP     |
| ---------- | -------------------------- | -------------- |
| م          | عداء                       | مرتبة          |
| 191        | إيلا هاريس                 | 25             |
| 192        | Maria Novolodskaya ‏        | 111            |
| 193        | Kate Richardson (cyclist) ‏ | لم يكمل السباق |
| 194        | SWE                        | لم يكمل السباق |
| 195        | Margaux Vigié ‏             | لم يكمل السباق |
| 196        | Ella Wyllie ‏               | 27             |

| تيم كوب هايتك بوردكتس ‏ HPU | تيم كوب هايتك بوردكتس ‏ HPU | تيم كوب هايتك بوردكتس ‏ HPU |
| -------------------------- | -------------------------- | -------------------------- |
| م                          | عداء                       | مرتبة                      |
| 201                        | NOR                        | 51                         |
| 202                        | Stine Dale ‏                | 95                         |
| 203                        | India Grangier ‏            | 98                         |
| 204                        | NOR                        | 108                        |
| 205                        | Josie Nelson ‏              | 110                        |

| بنجوال شوفالمير ‏ DCH | بنجوال شوفالمير ‏ DCH | بنجوال شوفالمير ‏ DCH |
| -------------------- | -------------------- | -------------------- |
| م                    | عداء                 | مرتبة                |
| 211                  | Olha Kulynych ‏       | 49                   |
| 212                  | Jana Dobbelaere ‏     | لم يكمل السباق       |
| 213                  | Andrea Martinez‏      | لم يكمل السباق       |
| 214                  | Taneal Otto‏          | لم يكمل السباق       |
| 215                  | BEL                  | لم يكمل السباق       |

| Zaaf Cycling Team ‏ ZAF | Zaaf Cycling Team ‏ ZAF | Zaaf Cycling Team ‏ ZAF |
| ---------------------- | ---------------------- | ---------------------- |
| م                      | عداء                   | مرتبة                  |
| 221                    | Nikola Nosková ‏        | 53                     |
| 222                    | Eva Anguela Yágüez ‏    | لم يكمل السباق         |
| 223                    | Danielle De Francesco ‏ | 50                     |
| 224                    | Marta Romance‏          | 97                     |
| 225                    | Debora Silvestri ‏      | 86                     |
| 226                    | Emanuela Zanetti‏       | لم يكمل السباق         |

| St. Michel–Preference Home–Auber93 (women's team) ‏ AUB | St. Michel–Preference Home–Auber93 (women's team) ‏ AUB | St. Michel–Preference Home–Auber93 (women's team) ‏ AUB |
| ------------------------------------------------------ | ------------------------------------------------------ | ------------------------------------------------------ |
| م                                                      | عداء                                                   | مرتبة                                                  |
| 231                                                    | Dilyxine Miermont ‏                                     | 84                                                     |
| 232                                                    | Sandrine Bideau ‏                                       | لم يكمل السباق                                         |
| 233                                                    | Simone Boilard ‏                                        | 94                                                     |
| 234                                                    | Coralie Demay ‏                                         | 48                                                     |
| 235                                                    | FRA                                                    | 41                                                     |
| 236                                                    | FRA                                                    | 40                                                     |

| FDJ–Suez ‏ FST | FDJ–Suez ‏ FST       | FDJ–Suez ‏ FST |
| ------------- | ------------------- | ------------- |
| م             | عداء                | مرتبة         |
| 1             | مارتا كافالي        | 79            |
| 2             | Loes Adegeest ‏      | 28            |
| 3             | Stine Borgli ‏       | 92            |
| 4             | سيسيلي أوتوب لودفيغ | 72            |
| 5             | Évita Muzic ‏        | 5             |
| 6             | جادي فيل            | 65            |

| موفيستار للسيدات ‏ MOV | موفيستار للسيدات ‏ MOV  | موفيستار للسيدات ‏ MOV |
| --------------------- | ---------------------- | --------------------- |
| م                     | عداء                   | مرتبة                 |
| 11                    | أنيميك فان فليوتن      | 7                     |
| 12                    | Jelena Erić (cyclist) ‏ | 82                    |
| 13                    | ليان ليبرت             | 2                     |
| 14                    | فلورتجي ماكايج         | 29                    |
| 15                    | Paula Patiño ‏          | 44                    |
| 16                    | أرلينيس سيرا           | 66                    |

| إس دي وركس ‏ SDW | إس دي وركس ‏ SDW     | إس دي وركس ‏ SDW |
| --------------- | ------------------- | --------------- |
| م               | عداء                | مرتبة           |
| 21              | ديمي فوليرينغ       | 1               |
| 22              | Mischa Bredewold ‏   | 36              |
| 23              | إيلينا سيتشيني      | 87              |
| 24              | Niamh Fisher-Black ‏ | 30              |
| 25              | مارلين رويسر        | 57              |

| إن إكس تي جي ريسينغ ‏ AGS | إن إكس تي جي ريسينغ ‏ AGS | إن إكس تي جي ريسينغ ‏ AGS |
| ------------------------ | ------------------------ | ------------------------ |
| م                        | عداء                     | مرتبة                    |
| 31                       | آشلي مولمان              | 6                        |
| 32                       | Mireia Benito ‏           | 63                       |
| 33                       | Maaike Boogaard ‏         | لم يكمل السباق           |
| 34                       | Justine Ghekiere ‏        | 19                       |
| 35                       | Anya Louw ‏               | 102                      |
| 36                       | Gaia Masetti ‏            | 62                       |

| لوتو بيليسول للسيدات ‏ LDL | لوتو بيليسول للسيدات ‏ LDL | لوتو بيليسول للسيدات ‏ LDL |
| ------------------------- | ------------------------- | ------------------------- |
| م                         | عداء                      | مرتبة                     |
| 41                        | NED                       | 21                        |
| 42                        | FIN                       | 109                       |
| 43                        | Fauve Bastiaenssen ‏       | 104                       |
| 44                        | BEL                       | 85                        |
| 45                        | GER                       | لم يكمل السباق            |
| 46                        | Quinty van de Guchte ‏     | 59                        |

| ليف ريسينغ ‏ LIV | ليف ريسينغ ‏ LIV          | ليف ريسينغ ‏ LIV |
| --------------- | ------------------------ | --------------- |
| م               | عداء                     | مرتبة           |
| 51              | مارغريتا فيكتوريا غارسيا | 4               |
| 52              | Caroline Andersson ‏      | 83              |
| 53              | Katia Ragusa ‏            | 93              |
| 54              | Silke Smulders ‏          | 103             |
| 55              | Sabrina Stultiens ‏       | 91              |
| 56              | Quinty Ton ‏              | 74              |

| Lidl–Trek (women's team) ‏ TFS | Lidl–Trek (women's team) ‏ TFS | Lidl–Trek (women's team) ‏ TFS |
| ----------------------------- | ----------------------------- | ----------------------------- |
| م                             | عداء                          | مرتبة                         |
| 61                            | إليسا ونغو بورغيني            | 17                            |
| 62                            | لوسيندا براند                 | لم يكمل السباق                |
| 63                            | Lizzie Deignan                | 88                            |
| 64                            | Gaia Realini ‏                 | 3                             |
| 65                            | أماندا سبرات                  | 46                            |
| 66                            | شيرين فان أنروي               | 15                            |

| كانيون–إس آر إيه إم ‏ CSR | كانيون–إس آر إيه إم ‏ CSR | كانيون–إس آر إيه إم ‏ CSR |
| ------------------------ | ------------------------ | ------------------------ |
| م                        | عداء                     | مرتبة                    |
| 71                       | كاتارزينا نيفيادوما      | 11                       |
| 72                       | Ricarda Bauernfeind ‏     | 13                       |
| 73                       | Neve Bradbury ‏           | لم يكمل السباق           |
| 74                       | Elise Chabbey ‏           | 9                        |
| 75                       | ثريا بالادين             | 56                       |
| 76                       | Pauliena Rooijakkers ‏    | 58                       |

| فريق سنويب للسيدات ‏ DSM | فريق سنويب للسيدات ‏ DSM | فريق سنويب للسيدات ‏ DSM |
| ----------------------- | ----------------------- | ----------------------- |
| م                       | عداء                    | مرتبة                   |
| 81                      | جولييت لابوس            | 12                      |
| 82                      | Eleonora Ciabocco ‏      | 32                      |
| 83                      | Léa Curinier ‏           | 105                     |
| 84                      | Églantine Rayer ‏        | 106                     |
| 85                      | NED                     | لم يكمل السباق          |
| 86                      | Nienke Vinke ‏           | 34                      |

| يو أي أيه تيم ‏ UAD | يو أي أيه تيم ‏ UAD | يو أي أيه تيم ‏ UAD |
| ------------------ | ------------------ | ------------------ |
| م                  | عداء               | مرتبة              |
| 91                 | Silvia Persico ‏    | 8                  |
| 92                 | ألينا أمياليوسيك   | 42                 |
| 93                 | Olivia Baril ‏      | 64                 |
| 94                 | Mikayla Harvey ‏    | 35                 |
| 95                 | Alena Ivanchenko ‏  | 31                 |
| 96                 | إيريكا ماجندي      | 22                 |

| EF Education–Tibco–SVB ‏ TIB | EF Education–Tibco–SVB ‏ TIB | EF Education–Tibco–SVB ‏ TIB |
| --------------------------- | --------------------------- | --------------------------- |
| م                           | عداء                        | مرتبة                       |
| 101                         | كريستابل دوبيل هيكوك        | 75                          |
| 102                         | Veronica Ewers ‏             | 14                          |
| 103                         | Kathrin Hammes ‏             | 70                          |
| 104                         | Sara Poidevin ‏              | لم يكمل السباق              |
| 105                         | Magdeleine Vallieres ‏       | 80                          |
| 106                         | جورجيا وليامز               | 55                          |

| جامبو فيسما للسيدات ‏ TJV | جامبو فيسما للسيدات ‏ TJV | جامبو فيسما للسيدات ‏ TJV |
| ------------------------ | ------------------------ | ------------------------ |
| م                        | عداء                     | مرتبة                    |
| 111                      | Teuntje Beekhuis ‏        | 81                       |
| 112                      | Kim Cadzow ‏              | 67                       |
| 113                      | Maud Oudeman ‏            | 107                      |
| 114                      | Rosita Reijnhout ‏        | 96                       |
| 115                      | Noemi Rüegg ‏             | 47                       |
| 116                      | NED                      | 18                       |

| بلانتور بورا سيلينج تيم ‏ FED | بلانتور بورا سيلينج تيم ‏ FED | بلانتور بورا سيلينج تيم ‏ FED |
| ---------------------------- | ---------------------------- | ---------------------------- |
| م                            | عداء                         | مرتبة                        |
| 121                          | Yara Kastelijn ‏              | 10                           |
| 122                          | Millie Couzens ‏              | لم يكمل السباق               |
| 123                          | Greta Marturano ‏             | 26                           |
| 124                          | SUI                          | 39                           |
| 125                          | Julie Van de Velde ‏          | 45                           |
| 126                          | صوفي رايت                    | 73                           |

| Liv AlUla Jayco ‏ BEX | Liv AlUla Jayco ‏ BEX | Liv AlUla Jayco ‏ BEX |
| -------------------- | -------------------- | -------------------- |
| م                    | عداء                 | مرتبة                |
| 131                  | كريستين فولكنر       | لم يكمل السباق       |
| 132                  | Ingvild Gåskjenn ‏    | 24                   |
| 133                  | Alexandra Manly ‏     | 77                   |
| 134                  | Ruby Roseman-Gannon ‏ | 78                   |
| 135                  | أني سانستيبان        | 76                   |
| 136                  | Urška Žigart ‏        | 43                   |

| فريق أونو إكس برو للدراجات للسيدات ‏ UXT | فريق أونو إكس برو للدراجات للسيدات ‏ UXT | فريق أونو إكس برو للدراجات للسيدات ‏ UXT |
| --------------------------------------- | --------------------------------------- | --------------------------------------- |
| م                                       | عداء                                    | مرتبة                                   |
| 141                                     | أنوسكا كوستر                            | 20                                      |
| 142                                     | إلينور باركر                            | 16                                      |
| 143                                     | Marte Berg Edseth ‏                      | 100                                     |
| 144                                     | هانا لودفيغ                             | 60                                      |
| 145                                     | Wilma Olausson ‏                         | لم يكمل السباق                          |
| 146                                     | Mie Bjørndal Ottestad ‏                  | 68                                      |

| Cofidis Women Team ‏ COF | Cofidis Women Team ‏ COF  | Cofidis Women Team ‏ COF |
| ----------------------- | ------------------------ | ----------------------- |
| م                       | عداء                     | مرتبة                   |
| 151                     | Rachel Neylan ‏           | 52                      |
| 152                     | Morgane Coston ‏          | 69                      |
| 153                     | Séverine Eraud ‏          | لم يكمل السباق          |
| 154                     | Špela Kern ‏              | 90                      |
| 155                     | كلارا كوبينبرج           | 23                      |
| 156                     | Gabrielle Pilote Fortin ‏ | لم يكمل السباق          |

| رالي سايكلنج ‏ HPW | رالي سايكلنج ‏ HPW   | رالي سايكلنج ‏ HPW |
| ----------------- | ------------------- | ----------------- |
| م                 | عداء                | مرتبة             |
| 161               | Nina Buijsman ‏      | 39                |
| 162               | Henrietta Christie ‏ | لم يكمل السباق    |
| 163               | Antri Christoforou ‏ | لم يكمل السباق    |
| 164               | Barbara Malcotti ‏   | 89                |
| 165               | Marit Raaijmakers ‏  | 61                |
| 166               | Eri Yonamine ‏       | 54                |

| فريق كوجياس ميتلر لوك برو للدراجات ‏ CGS | فريق كوجياس ميتلر لوك برو للدراجات ‏ CGS | فريق كوجياس ميتلر لوك برو للدراجات ‏ CGS |
| --------------------------------------- | --------------------------------------- | --------------------------------------- |
| م                                       | عداء                                    | مرتبة                                   |
| 171                                     | Claire Steels ‏                          | لم يكمل السباق                          |
| 172                                     | تمارا بالابولينا ‏                       | 99                                      |
| 173                                     | Nathalie Eklund (cyclist) ‏              | لم يكمل السباق                          |
| 174                                     | آنا كيزنهوفر                            | 71                                      |
| 175                                     | إيلينا بيروني                           | لم يكمل السباق                          |
| 176                                     | Elizabeth Stannard ‏                     | 33                                      |

| باركهوتل فالكنبورغ ‏ PHV | باركهوتل فالكنبورغ ‏ PHV | باركهوتل فالكنبورغ ‏ PHV |
| ----------------------- | ----------------------- | ----------------------- |
| م                       | عداء                    | مرتبة                   |
| 181                     | Femke Gerritse ‏         | 37                      |
| 182                     | Nicole Frain ‏           | لم يكمل السباق          |
| 183                     | Pien Limpens ‏           | 101                     |
| 184                     | NED                     | لم يكمل السباق          |
| 185                     | Meis Poland‏             | لم يكمل السباق          |

| دروبز ‏ DRP | دروبز ‏ DRP                 | دروبز ‏ DRP     |
| ---------- | -------------------------- | -------------- |
| م          | عداء                       | مرتبة          |
| 191        | إيلا هاريس                 | 25             |
| 192        | Maria Novolodskaya ‏        | 111            |
| 193        | Kate Richardson (cyclist) ‏ | لم يكمل السباق |
| 194        | SWE                        | لم يكمل السباق |
| 195        | Margaux Vigié ‏             | لم يكمل السباق |
| 196        | Ella Wyllie ‏               | 27             |

| تيم كوب هايتك بوردكتس ‏ HPU | تيم كوب هايتك بوردكتس ‏ HPU | تيم كوب هايتك بوردكتس ‏ HPU |
| -------------------------- | -------------------------- | -------------------------- |
| م                          | عداء                       | مرتبة                      |
| 201                        | NOR                        | 51                         |
| 202                        | Stine Dale ‏                | 95                         |
| 203                        | India Grangier ‏            | 98                         |
| 204                        | NOR                        | 108                        |
| 205                        | Josie Nelson ‏              | 110                        |

| بنجوال شوفالمير ‏ DCH | بنجوال شوفالمير ‏ DCH | بنجوال شوفالمير ‏ DCH |
| -------------------- | -------------------- | -------------------- |
| م                    | عداء                 | مرتبة                |
| 211                  | Olha Kulynych ‏       | 49                   |
| 212                  | Jana Dobbelaere ‏     | لم يكمل السباق       |
| 213                  | Andrea Martinez‏      | لم يكمل السباق       |
| 214                  | Taneal Otto‏          | لم يكمل السباق       |
| 215                  | BEL                  | لم يكمل السباق       |

| Zaaf Cycling Team ‏ ZAF | Zaaf Cycling Team ‏ ZAF | Zaaf Cycling Team ‏ ZAF |
| ---------------------- | ---------------------- | ---------------------- |
| م                      | عداء                   | مرتبة                  |
| 221                    | Nikola Nosková ‏        | 53                     |
| 222                    | Eva Anguela Yágüez ‏    | لم يكمل السباق         |
| 223                    | Danielle De Francesco ‏ | 50                     |
| 224                    | Marta Romance‏          | 97                     |
| 225                    | Debora Silvestri ‏      | 86                     |
| 226                    | Emanuela Zanetti‏       | لم يكمل السباق         |

| St. Michel–Preference Home–Auber93 (women's team) ‏ AUB | St. Michel–Preference Home–Auber93 (women's team) ‏ AUB | St. Michel–Preference Home–Auber93 (women's team) ‏ AUB |
| ------------------------------------------------------ | ------------------------------------------------------ | ------------------------------------------------------ |
| م                                                      | عداء                                                   | مرتبة                                                  |
| 231                                                    | Dilyxine Miermont ‏                                     | 84                                                     |
| 232                                                    | Sandrine Bideau ‏                                       | لم يكمل السباق                                         |
| 233                                                    | Simone Boilard ‏                                        | 94                                                     |
| 234                                                    | Coralie Demay ‏                                         | 48                                                     |
| 235                                                    | FRA                                                    | 41                                                     |
| 236                                                    | FRA                                                    | 40                                                     |

## التصنيف العام النهائي
| التصنيف العام | التصنيف العام            | التصنيف العام             | التصنيف العام | التصنيف العام |
| المتسابقة     | المتسابقة                | الفريق                    | الوقت         |               |
| ------------- | ------------------------ | ------------------------- | ------------- | ------------- |
| 1             | ديمي فوليرينغ            | إس دي وركس ‏               | 3 س 29 د 25 ث |               |
| 2             | ليان ليبرت               | موفيستار للسيدات ‏         | + 3 ث         |               |
| 3             | Gaia Realini ‏            | Lidl–Trek (women's team) ‏ | + 7 ث         |               |
| 4             | مارغريتا فيكتوريا غارسيا | ليف ريسينغ ‏               | + 10 ث        |               |
| 5             | Évita Muzic ‏             | FDJ–Suez ‏                 | + 10 ث        |               |
| 6             | آشلي مولمان              | إن إكس تي جي ريسينغ ‏      | + 10 ث        |               |
| 7             | أنيميك فان فليوتن        | موفيستار للسيدات ‏         | + 10 ث        |               |
| 8             | Silvia Persico ‏          | يو أي أيه تيم ‏            | + 16 ث        |               |
| 9             | Elise Chabbey ‏           | كانيون–إس آر إيه إم ‏      | + 16 ث        |               |
| 10            | Yara Kastelijn ‏          | بلانتور بورا سيلينج تيم ‏  | + 16 ث        |               |
|               |                          |                           |               |               |
|               |                          |                           |               |               |

### تصنيف النقاط
| تصنيف النقاط | تصنيف النقاط       | تصنيف النقاط              | تصنيف النقاط | تصنيف النقاط |
| المتسابقة    | المتسابقة          | الفريق                    | النقاط       |              |
| ------------ | ------------------ | ------------------------- | ------------ | ------------ |
| 1            | لوت كوبيكي         | إس دي وركس ‏               | 1560 نقطة    |              |
| 2            | ديمي فوليرينغ      | إس دي وركس ‏               | 1544 نقطة    |              |
| 3            | لورينا ويبيس       | إس دي وركس ‏               | 1164 نقطة    |              |
| 4            | فايفر جورجي        | فريق سنويب للسيدات ‏       | 1014 نقطة    |              |
| 5            | إليسا بالسامو      | Lidl–Trek (women's team) ‏ | 876 نقطة     |              |
| 6            | إليسا ونغو بورغيني | Lidl–Trek (women's team) ‏ | 852 نقطة     |              |
| 7            | Silvia Persico ‏    | يو أي أيه تيم ‏            | 830 نقطة     |              |
| 8            | شيرين فان أنروي    | Lidl–Trek (women's team) ‏ | 804 نقطة     |              |
| 9            | أماندا سبرات       | Lidl–Trek (women's team) ‏ | 762 نقطة     |              |
| 10           | غريس براون         | FDJ–Suez ‏                 | 758 نقطة     |              |
|              |                    |                           |              |              |
|              |                    |                           |              |              |

## تصنيف الفرق

### الفرق حسب النقاط
| ترتيب الفرق حسب النقاط | ترتيب الفرق حسب النقاط                   | ترتيب الفرق حسب النقاط | ترتيب الفرق حسب النقاط |
| الفريق                 | الفريق                                   | النقاط                 |                        |
| ---------------------- | ---------------------------------------- | ---------------------- | ---------------------- |
| 1                      | إس دي وركس ‏                              | 5411 نقطة              |                        |
| 2                      | Lidl–Trek (women's team) ‏                | 4284 نقطة              |                        |
| 3                      | كانيون–إس آر إيه إم ‏                     | 2942 نقطة              |                        |
| 4                      | FDJ–Suez ‏                                | 2849 نقطة              |                        |
| 5                      | فريق سنويب للسيدات ‏                      | 2327 نقطة              |                        |
| 6                      | يو أي أيه تيم ‏                           | 1992 نقطة              |                        |
| 7                      | موفيستار للسيدات ‏                        | 1745 نقطة              |                        |
| 8                      | بلانتور بورا سيلينج تيم ‏                 | 1346 نقطة              |                        |
| 9                      | EF Education–Tibco–SVB ‏                  | 1336 نقطة              |                        |
| 10                     | فريق أونو إكس برو للدراجات للسيدات 2023 ‏ | 1279 نقطة              |                        |
|                        |                                          |                        |                        |
|                        |                                          |                        |                        |

## تصانيف فرعية

### تصنيف أفضل شاب
| تصنيف أفضل شابة | تصنيف أفضل شابة     | تصنيف أفضل شابة           | تصنيف أفضل شابة | تصنيف أفضل شابة |
| المتسابقة       | المتسابقة           | الفريق                    | الوقت           |                 |
| --------------- | ------------------- | ------------------------- | --------------- | --------------- |
| 1               | شيرين فان أنروي     | Lidl–Trek (women's team) ‏ |                 |                 |
| 2               | Maike van der Duin ‏ | كانيون–إس آر إيه إم ‏      |                 |                 |
| 3               | Gaia Realini ‏       | Lidl–Trek (women's team) ‏ |                 |                 |
|                 |                     |                           |                 |                 |
|                 |                     |                           |                 |                 |